# Toilers of the Sea
Toilers of the Sea è un film muto del 1923 diretto da Roy William Neill. È una delle numerose versioni cinematografiche tratte dal romanzo I lavoratori del mare (Les Travailleurs de la mer) (1886)  di Victor Hugo.

## Produzione
Il film fu prodotto dalla Community International Corporation. Venne girato in Italia.

## Distribuzione
Distribuito dalla Selznick Distributing Corporation, il film uscì nelle sale cinematografiche statunitensi il 21 luglio 1923.

## Adattamenti cinematografici del romanzo di Hugo
- Toilers of the Sea  film del 1914, prodotto dalla Victor Film Company
- The Toilers of the Sea film del 1915 con Dorothy Davenport
- Toilers of the Sea film del 1923 diretto da Lucius Henderson
- Toilers of the Sea film del 1936 diretto da Selwyn Jepson
- Gli sparvieri dello stretto (Sea Devils) film del 1953 diretto da Raoul Walsh